# Parafia św. Tomasza Becketa w East Brisbane
Parafia św. Tomasza Becketa w East Brisbane – parafia rzymskokatolicka, należąca do archidiecezji Brisbane.
Parafia posiada swój kościół parafialny, któremu patronuje św. Benedykt.